# 丸山永畝
丸山 永畝（まるやま えいほ、本名・忠次郎、1886年〈明治19年〉6月2日 - 1962年〈昭和37年〉5月10日）は、日本の画家。

## 生涯
1886年（明治19年）6月2日、長野県諏訪郡上諏訪町（現・諏訪市）に生まれる。幼少期を諏訪湖や蓼科山・八ヶ岳といった大自然に囲まれた中で過ごし、自然愛を育む。
1906年（明治39年）、20歳で上京し、荒木寛畝に入門。絵画の基礎を学び、自らの画風を固めて行く。「晩秋の図」・「水辺夏色」がそれぞれ日本美術協会展（1911年）・日本画会展（1912年）で入選。大正以降、写生のため日本各地に足を運ぶようになる。
1918年（大正7年）、荒木十畝の門下であった幸（旧姓・荒木、画号・菜畝、1895年〈明治28年〉8月27日 - 1986年〈昭和61年〉）と結婚。東京府東京市本郷区弓町（現・東京都文京区本郷）での暮らしを始める。関東大震災後は六義園に近い豊島区駒込に移住。1931年（昭和6年）、「水禽」が帝展入選を果たす。以降、官展から距離を置き、近所もしくは旅行先での写生の日々を送るようになる。
1944年（昭和19年）、日本本土空襲の激化により8月に故郷・上諏訪へ疎開。極楽寺の壁や襖に画を残す（のちの「牡丹の間」）。1948年（昭和23年）2月、「永畝会」発足。これは郷里の友人らが中心となって構成された、永畝の後援会である。同年8月、東筑摩郡山形村下竹田にアトリエ「自運軒画房」を開設。多くの山岳画を手がける。
1950年（昭和25年）10月、帰京。世田谷区での仮住まいを経て、1951年（昭和26年）1月に北多摩郡狛江村（現・狛江市）に移住した。晩年は胃癌を患いながらも、当時の農村の風景を多く描きとめる。1962年（昭和37年）1月、松竹梅の色紙3枚を描き上げたのを最後に絶筆。同年5月10日に死去した。遺された和綴仕立ての写生帳は300冊以上、生涯の作品数は約2万点を数える。
2004年（平成16年）、世田谷区立郷土資料館は遺族から寄贈を受けた永畝作品をデジタルデータ化し、2005年（平成17年）に狛江市の泉の森会館で展覧会を開催。約1,200点の作品を8日間展示し、約1,000人の観覧客が訪れた。2006年（平成18年）、世田谷区立郷土資料館にて特別展「野の画人 丸山永畝の写生帖」開催。同館は永畝について、『信州諏訪の美術（絵画編）』（1984年、創林社刊）や『長野県美術全集 第五巻』（1995年、郷土出版社刊）に収録されている作品が知られている程度で、実力を有していても埋もれてしまっている画家の一人であるとしており、「この度の展示会によって、いささかなりとも丸山永畝の名が世に膾炙し、また関心を深めていく契機となれば」（引用）と述べている。2008年（平成20年）、遺族の手によって永畝のウェブサイトが開設され、作品約5,000点がインターネット上に公開されている。ウェブサイトの開設者で永畝の孫にあたる遺族は「祖父の絵を通して昔の狛江の姿を追体験してほしい」（引用）と述べている。